# زمین‌لرزه ۱۹۴۹ تاجیکستان
زمین‌لرزه تاجیکستان  در تاریخ ۱۰ ژوئیه ۱۹۴۹ میلادی، برابر با ‎۱۹ تیر ۱۳۲۸، ساعت ۳:۵۳:۳۶ به زمان یوتی‌سی در جمهوری سوسیالیستی شوروی تاجیکستان رخ داد. بزرگی آن ۷٫۶ در مقیاس Mw اعلام شده‌است. زمین‌لرزه به وقت محلی در روز یکشنبه، ساعت ۹ روی داده و منطقه زمانی آن یوتی‌سی +۶ بوده‌است .
سازمان زمین‌شناسی آمریکا نیز جای این زمین‌لرزه را در مختصات ۳۹°۱۲′شمالی ۷۰°۴۸′شرقی / ۳۹٫۲°شمالی ۷۰٫۸°شرقی و بزرگی آنرا برابر با ۷٫۴ در مقیاس ریشتر اعلام کرده‌است. ژرفای گزارش شده از سوی این سازمان ۱۸ کیلومتر می‌باشد.
شمار کشتگان زلزله حدود ۱۲۰۰۰ نفر بوده‌است.